# Società Italiana Tramvie e Autovie di Lombardia e Romagna
La Società Italiana Tramvie e Autovie di Lombardia e Romagna (SITALR) fu una società di trasporti pubblici servizi automobilistici e tranviari che operò nel forlivese, nel mantovano, nel ravennate e nel bresciano.
Originariamente fu nota come Société Anonyme des Tramways des Romagnes in quanto fu costituita con l'apporto dei capitali della società belga Société Anonyme d'Entreprise Generale de Travaux (Engetra). Nel 1912, la ragione sociale fu modificata in Società Anonima Tramways de Lombardie et Romagnes (SATLR), a seguito dell'assunzione diretta delle linee tranviarie lombarde, prima esercite dalla capogruppo. Negli anni trenta, con l'acquisizione del capitale sociale da parte di imprenditori italiani e l'ingresso nel mercato dei servizi autobus, fu ribattezzata come Società Italiana Tramvie e Autovie di Lombardia e Romagna.

## Rete
La rete di tranvie interurbane in concessione alla società fu la seguente:
- Direzione d'esercizio di Forlì:
  - Meldola-Forlì;
  - Forlì-Ravenna.
- Direzione d'esercizio di Mantova:
  - Brescia-Mantova-Ostiglia, con la diramazione Desenzano-Castiglione delle Stiviere.

## Storia
Fu fondata a Tilleur le Liége, un sobborgo di Liegi, il 19 aprile 1884 come società del gruppo Engetra che avrebbe operato in territorio italiano. Nel 1885 rilevò da Giovanni Brusaporci le concessioni per l'esercizio delle tranvie Meldola-Forlì e Forlì-Ravenna.
Nel corso del 1912 cambiò denominazione in Tramways de Lombardie et Romagnes (SATLR), perché la capogruppo intese razionalizzare la gestione delle tranvie in Italia. Poco dopo, il 15 novembre, la SATLR assunse il controllo delle concessioni della Brescia-Mantova-Ostiglia, che prima erano state di competenza diretta della Engetra. Il cambio di concessionario era stato accettato dalle amministrazioni provinciali bresciane e mantovane in virtù della promessa di un miglioramento delle infrastrutture e del servizio che però non si verificò.
Negli anni venti del Novecento, le amministrazioni provinciali in questione chiesero più volte il rispetto degli accordi, in special modo quello riguardante l'elettrificazione della trazione. L'impresa tranviaria tuttavia si oppose alle richieste con la motivazione che i costi da sostenere per le sottostazioni e il trasporto della corrente sarebbero stati eccessivi rispetto ai volumi di traffico esistenti e preventivati. Nello stesso periodo, anche le province di Ravenna e di Forlì chiesero l'impiego della trazione elettrica sulle tranvie dei rispettivi territori. In questo caso, nel 1924 si giunse a un accordo che prevedeva il riscatto delle linee tranviarie da parte delle province e la contestuale cessione dell'esercizio alla Banca Tecnica Industriale, la quale avrebbe infine svolto i lavori di elettrificazione. L'accordo però non ebbe seguito e la SATLR mantenne l'esercizio delle linee romagnole fino al 1929, quando le chiuse.
Nel corso dello stesso 1929, l'Engetra cedette le sue quote della SATLR ad un gruppo di investitori italiani.
Nella prima metà degli anni trenta, il tratto tranviario Brescia-Carpenedolo della Brescia-Mantova-Ostiglia fu elettrificato grazie all'interesse della provincia di Brescia e all'intervento dell'ASM che si fece completamente carico delle spese.
Nello stesso periodo si verificò il progressivo passaggio agli autoservizi delle tranvie la cui trazione era rimasta a vapore: il 3 marzo 1934 chiuse l'esercizio della Mantova – Ostiglia, mentre il 24 aprile 1935 fu il turno delle corse tranviarie Mantova-Brescia e Mantova-Desenzano del Garda. Il traffico merci rimase fino all'anno successivo.
Dopo l'acquisizione da parte del capitale italiano fu ribattezzata Società Italiana Tramvie e Autovie di Lombardia e Romagna (SITALR). Secondo Mafrici (1997), invece, fu tra il 1939 e il 1940 che la SITALR assunse l'esercizio delle tranvie e autolinee della Brescia – Mantova – Ostiglia.
Nel 1952, al termine delle concessioni, la SITALR sospese i servizi tranviari sulla Brescia-Carpenedolo, sostituendo le corse con autoservizi. Da quel momento, l'impresa gestì le autolinee eredi della tranvia Brescia-Mantova Ostiglia e diramazioni, ai quali si aggiunse la Brescia-Calcinato. Durante la stagione estiva, si aggiunsero le autolinee Gran Turismo per la Romagna.
La SITALR gestì le proprie autolinee fino al 30 giugno 1973, quando l'impresa fu assorbita dall'APAM.